# Stephen D. White
Stephen D. White (* 16. April 1945) ist ein US-amerikanischer Historiker.
Stephen D. White legte 1965 an der Harvard University den Bachelor ab. 1972 folgte in Harvard der Ph.D. in Geschichte mit einer Studie zu Edward Coke. White war von 1968 bis 1970 Tutor in Geschichte und von 1970 bis 1972 Tutor in Geschichte und Literatur am Harvard College. Von 1972 bis 1975 war er Lecturer an der Harvard University. Von 1975 bis 1980 lehrte White als Assistant Professor für Geschichte, dann von 1980 bis 1985 als Associate Professor für Geschichte und von 1985 bis 1989 als Professor für Geschichte an der Wesleyan University. Von 1982 bis 1983 war er Visiting Member am Institute for Advanced Study. White lehrt seit 1989 als Asa G. Candler Professor für mittelalterliche Geschichte an der Emory University. 1993/94 war er Gastprofessor an der University of St Andrews.
Seine Forschungsschwerpunkte sind das mittelalterliche Frankreich und Britannien. Dabei erforschte er u. a. die Konfliktführung und -beilegung im hochmittelalterlichen Frankreich.

## Schriften
- Re-thinking kinship and feudalism in early medieval Europe. Aldershot 2005, ISBN 0-86078-960-8.
- Feuding and peace-making in eleventh-century France. Aldershot 2005, ISBN 0-86078-961-6.
- Custom, Kinship, and Gifts to Saints. The Laudatio Parentum in Western France, 1050–1150. Chapel Hill 1988, ISBN 0-8078-1779-1
- Sir Edward Coke and the grievances of the commonwealth. Manchester 1979, ISBN 0-7190-0759-3.